# Чемпионат Армении по боксу 2016
Чемпионат Армении по боксу 2016 года проходил в Ереване с 18 по 23 октября 2016 года.

## Медалисты
| Весовая категория            | Золото           | Серебро           | Бронза                          |
| ---------------------------- | ---------------- | ----------------- | ------------------------------- |
| Минимальный вес (— 49 кг)    | Гаспар Бабаханян | Норайр Сукиасян   |                                 |
| Наилегчайший вес (— 52 кг)   | Давид Асатрян    | Артем Алексанян   |                                 |
| Легчайший вес (— 56 кг)      | Ваге Бадалян     | Спартак Тамарян   |                                 |
| Полулёгкий вес (— 60 кг)     | Карен Тонаканян  | Армен Григорян    |                                 |
| Лёгкий вес (— 64 кг)         | Артур Кириджян   | Арарат Гюльбенкян |                                 |
| Первый средний вес (— 69 кг) | Гор Ерицян       | Арман Дарчинян    |                                 |
| Средний вес (— 75 кг)        | Ваге Абетян      | Армен Минасян     |                                 |
| Полутяжёлый вес (— 81 кг)    | Арсен Айрапетян  | Сос Кочарян       |                                 |
| Тяжёлый вес (— 91 кг)        | Нарек Манасян    | Хенрик Саргсян    |                                 |
| Супертяжёлый вес (+ 91 кг)   | Давид Чалоян     | Рафаэль Симонян   | Гюрген Аракелян Размик Арутюнян |